# Browning modèle 1928
Le Browning modèle 1928 est une version polonaise du Browning BAR M1918. C’était une mitrailleuse légère utilisée par les Polonais pendant la Seconde Guerre mondiale.

## Historique
Après que la Pologne a retrouvé son indépendance en 1918, l’armée polonaise a été équipée de toutes sortes de mitrailleuses héritées des forces armées des séparatistes, ainsi que d’équipements des armées française et britannique qui ont équipé l’armée bleue polonaise pendant la Grande Guerre. La grande variété de mitrailleuses légères utilisées, ainsi que le fait que chacune d’entre elles utilisait un calibre différent, ont rendu l’entraînement des troupes et la logistique difficiles.

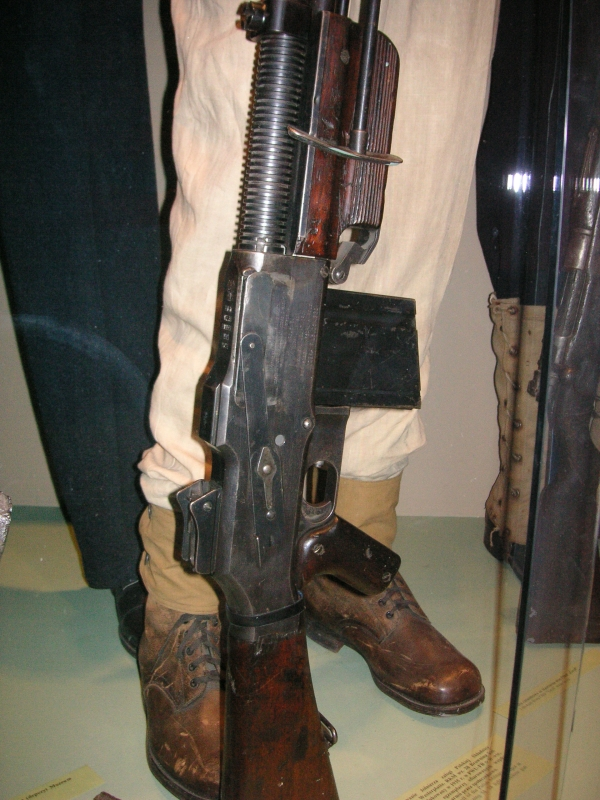
Mécanisme de tir

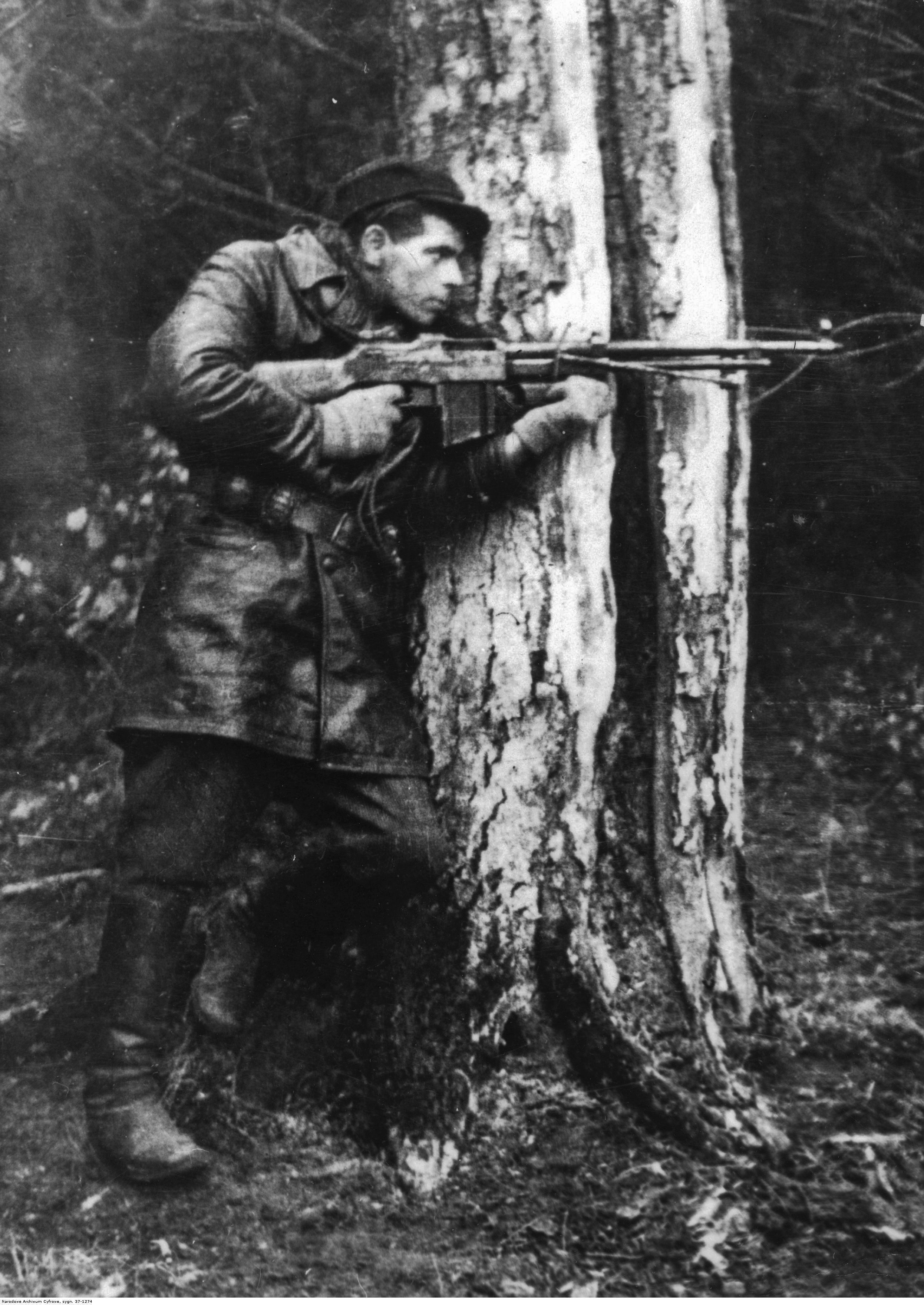
Partisan polonais membre de l’unité de l’armée de l'Intérieur Jędrusie avec un modèle 1928

Après la guerre soviéto-polonaise, en 1923, un concours a été ouvert pour une nouvelle mitrailleuse légère standard pour l’armée polonaise qui devait remplacer tous les types de mitrailleuses légères précédemment utilisés. Le concours s’est terminé sans gagnant et l’année suivante, le ministère de la Guerre polonais a acheté 12 exemplaires du fusil automatique M1918 Browning, 12 Lewis modèle 1923 et 12 Hotchkiss M1909 Benét–Mercié. Les essais ont prouvé la supériorité de la construction américaine, et lors de la compétition de 1925, un Browning belge de fabrication FN Herstal a été choisi. Bien que des tests approfondis aient été poursuivis, l’armée polonaise a commandé une série de mitrailleuses BAR de fabrication belge, modifiées pour mieux répondre aux besoins polonais. Les modifications comprenaient le changement de la munition de .30-06 Springfield pour le 7,92 × 57 mm Mauser qui était le standard polonais, la construction d’un bipied et d’un montage, et les viseurs métalliques (judas changé pour une mire en V). Le canon a été rallongé pour une plus grande précision et une poignée-pistolet a été ajoutée pour une visée plus facile. Outre les 10 000 pièces commandées à la Fabrique Nationale, la Pologne a également acheté une licence pour produire l’arme au niveau national. Les premiers modèles 28 ont été officiellement mis en service en 1927 et ont été officiellement nommés 7,92 mm rkm Browning wz. 1928, en polonais « mitrailleuse portative de 7,92 mm de marque Browning 1928 ».

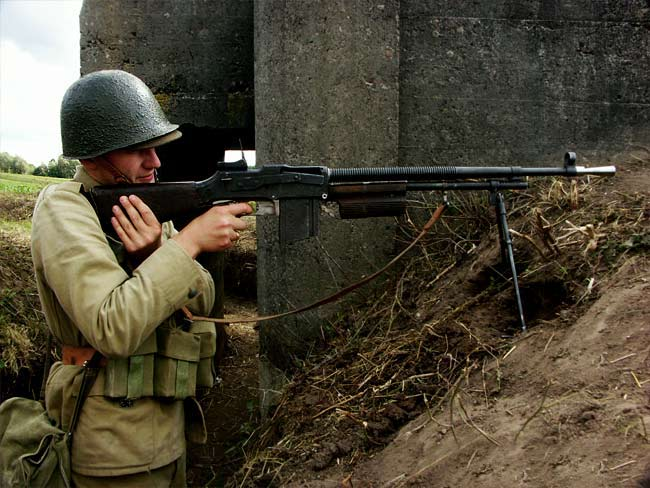
Un polonais pose avec le modèle 1928 et un uniforme de l’époque.

En raison de graves défauts dans la documentation de la licence achetée en Belgique, la production en Pologne n’a commencé qu’en 1930. Jusqu’en 1939, environ 14 000 exemplaires ont été construits. Des modifications supplémentaires ont été introduites au cours de la production. Parmi eux, le remplacement des viseurs en fer par une version plus petite et le remodelage de la crosse en une forme de « queue de poisson ». Il y avait aussi d’importants travaux sur des canons de rechange remplaçables pour l’arme, qui n’ont cependant jamais été achevés en raison du déclenchement de la Seconde Guerre mondiale.
Lors de l’invasion germano-soviétique de la Pologne en 1939, le modèle 1928 était la mitrailleuse légère standard utilisé par presque toutes les unités d’infanterie et de cavalerie polonaises. Les forces armées allemandes ont saisi un certain nombre de Browning de fabrication polonaise et les ont utilisés jusqu’à la fin de la Seconde Guerre mondiale sous la désignation de lMG 28 (p). Un certain nombre ont également été saisis par l’Armée rouge et utilisés pendant la guerre.

## Variantes
Le modèle 28 a servi de base au développement d’une mitrailleuse aérienne flexible, désignée karabin maszynowy obserwatora modèle 37, utilisée principalement par les bombardiers polonais PZL.37 Łoś.

## Utilisateurs
- Republic of China : Fourni en petites quantités par l’Union soviétique en 1940
- Grèce
- Reich allemand : exemplaires saisis en 1939
- Palestine : 126 unités
- Pologne
- Union soviétique : exemplaires saisis en 1939
- République espagnole : achetés pour la guerre civile espagnole
- Modèle:Country data Spanish State : exemplaires saisis sur les Républicains